# Liste der Kulturgüter in Arlesheim
Die Liste der Kulturgüter in Arlesheim enthält alle Objekte in der Gemeinde Arlesheim im Kanton Basel-Landschaft, die gemäss der Haager Konvention zum Schutz von Kulturgut bei bewaffneten Konflikten, dem Bundesgesetz vom 20. Juni 2014 über den Schutz der Kulturgüter bei bewaffneten Konflikten sowie der Verordnung vom 29. Oktober 2014 über den Schutz der Kulturgüter bei bewaffneten Konflikten unter Schutz stehen.
Objekte der Kategorien A und B sind vollständig in der Liste enthalten, Objekte der Kategorie C fehlen zurzeit (Stand: 1. Januar 2023).

## Kulturgüter
| Foto | | Objekt                                                          | Kat. | Typ | Standort                                        | Beschreibung                                                                                               |
| ---- | --- | --------------------------------------------------------------- | ---- | --- | ----------------------------------------------- | --- |
| ja   | Datei hochladen · Wikidata zu Arlesheimer Dom (Q499914)                                                                          | Domkirche KGS-Nr.: 01383                                        | A    | G   | Domplatz 16 613731 / 260160                     | |
| ja   | Datei hochladen · Wikidata zu Eremitage mit Burgruine Schloss Birseck (Q477138)                                                  | Eremitage mit Burgruine Schloss Birseck KGS-Nr.: 01384          | A    | G   | Schlossgasse 12a-c, 14 614317 / 260149          | |
| BW   | Datei hochladen · Wikidata zu Domherrenhaus (Q19362759)                                                                          | Domherrenhaus KGS-Nr.: 01385                                    | A    | G   | Domstrasse 2 613548 / 260265                    | |
| ja   | Datei hochladen · Wikidata zu Andlauerhof (Herrenhaus, Pächterhaus, Scheune, Portal Schlachtkapelle, Gartenanlage) (Q19362758)   | Andlauerhof KGS-Nr.: 01386                                      | A    | G   | Andlauerweg 15 613886 / 260325                  | |
| ja   | Datei hochladen · Wikidata zu Domherrenhäuser am Domplatz (Q19362760)                                                            | Domherrenhäuser am Domplatz KGS-Nr.: 01388                      | A    | G   | Domplatz 5, 7, 8, 9, 11, 10, 12 613698 / 260159 | |
| ja   | Datei hochladen · Wikidata zu Höhle Birseck Eremitage, paläolithische Wohnhöhle / Kultplatz / neolithische Bestattung (Q1349970) | Birseck / Eremitage KGS-Nr.: 09565                              | A    | F   | Ermitagestrasse 614256 / 260061                 | Paläolithisch-mesolitsche Höhlen- und Abristationen, spätpaläolitischer Kultplatz, neolithische Bestattung |
| ja   | Datei hochladen · Wikidata zu Schloss Reichenstein (Q683914)                                                                     | Schloss Reichenstein KGS-Nr.: 09927                             | A    | G   | Reichensteinweg 40 614346 / 260685              | |
| ja   | Datei hochladen · Wikidata zu Reformierte Kirche (Q29677030)                                                                     | Reformierte Kirche Arlesheim KGS-Nr.: 01390                     | B    | G   | Stollenrain 18 613261 / 260217                  | |
| ja   | Datei hochladen · Wikidata zu Siedlung Im Lee (Q29677048)                                                                        | Siedlung Im Lee KGS-Nr.: 09928                                  | B    | G   | Im Lee 1–47, 2–54 613676 / 260905               | |
| ja   | Datei hochladen · Wikidata zu Bezirksstatthalteramt (ehemaliges Domherrenhaus) (Q29676957)                                       | Bezirksstatthalteramt (ehemaliges Domherrenhaus) KGS-Nr.: 12073 | B    | G   | Kirchgasse 5 613786 / 260213                    | |
| ja   | Datei hochladen · Wikidata zu Ehemaliges Pfarrhaus (Q29676975)                                                                   | Ehemaliges Pfarrhaus KGS-Nr.: 12074                             | B    | G   | Ermitagestrasse 25 613816 / 260321              | |
| ja   | Datei hochladen · Wikidata zu Hofgut Ränggersmatt (Q29676995)                                                                    | Hofgut Ränggersmatt KGS-Nr.: 12075                              | B    | G   | Renggersmatt 16, 16a–c 615585 / 260768          | |
| ja   | Datei hochladen · Wikidata zu Villa Visscher van Gaasbeek (Q29677067)                                                            | Villa Visscher van Gaasbeek KGS-Nr.: 12077                      | B    | G   | Bildstöckliweg 5 613835 / 260660                | |
| BW   | Datei hochladen · Wikidata zu Haus de Vreede (Q118212882)                                                                        | Haus de Vreede KGS-Nr.: 16369                                   | B    | G   | Auf der Höhe 1 613838 / 259930                  | |
| BW   | Datei hochladen · Wikidata zu Haus Wegmann (Q118212910)                                                                          | Haus Wegmann KGS-Nr.: 16370                                     | B    | G   | Pfeffingerweg 1a 613268 / 260318                | |